# SN 2010fv
SN 2010fv – supernowa typu II odkryta 1 lipca 2010 roku w galaktyce NGC 5888. W momencie odkrycia miała maksymalną jasność 20,10m.